# Chrístos Smías
Chrístos Smías (en grec Χρήστος Σμίας) est un homme politique grec.

## Biographie
Aux élections législatives grecques de janvier 2015, il est élu député au Parlement grec sur la liste de la SYRIZA dans la circonscription de Pella.